# Colomba (Maraini)
Colomba è un romanzo di Dacia Maraini pubblicato nel 2004 e vincitore nel 2005 del Premio Flaiano per la narrativa.
Il libro è stato tradotto in tedesco col titolo Gefrorene Träume ("Sogni congelati").

## Trama
L'autrice della storia, che si definisce la donna dai capelli corti, racconta che prima di decidere se iniziare un nuovo romanzo il suo potenziale protagonista viene farle visita e che, se lo considera abbastanza interessante, si metterà a narrare la sua storia. È questo il caso di Zaira Bigoncia, una signora abruzzese sulla sessantina alla disperata ricerca di Colomba, la nipote scomparsa. Nell'immaginazione della scrittrice, le sembra che la storia di Zaira e dei suoi famigliari sia raccontata a lei bambina dalla madre.
Il bisnonno di Zaira, Mosè Salvato Del Signore, era stato chiamato così dalle suore di Avezzano che l'avevano trovato neonato sui gradini di una chiesa, e aveva sposato Zaira Morrione, figlia di un carabiniere siciliano trasferito nel paese di Touta negli Abruzzi. Da loro era nato un figlio, Pietro detto Pietr' i pelus', amante degli studi, che a prezzo di grandi sacrifici era arrivato alla laurea in legge e aveva trovato un impiego presso uno studio legale a Torino. Lì si era anche fidanzato con una giovane di nome Amanita, figlia di un micologo professore all'università. Nel 1916 fu richiamato sotto le armi e, dopo aver aggiunto il grado di capitano; l'anno successivo morì in combattimento. Nel frattempo la prostituta siciliana Pina detta Liù era rimasta incinta di lui e nel 1918 mise al mondo un bambino, chiamato come il padre, che presto consegnò alla nonna paterna essendosi ammalata di sifilide e sentendo prossima la fine.
La narrazione si sposta poi agli anni 2000, quando Colomba Mitta, giovane impiegata dell'ufficio postale di Touta, scompare senza lasciar traccia. Le forze dell'ordine abbandonano le ricerche, ma la nonna Zaira, con la quale viveva Colomba, non si rassegna e inizia a indagare per proprio conto. Diversi ciarlatani le dicono di averla scorta o di averne avuto delle visioni, ma si tratta di affermazioni senza fondamento. Un giorno però un giovane dell'età della nipote e dall'aspetto equivoco l'invita al Rombo, un locale di Touta, per parlare di Colomba, proponendole delle informazioni in cambio di mille euro. Dopo qualche titubanza, Zaira accetta l'offerta, ma il ragazzo (che si fa chiamare Sal) le dice solo che la nipote è viva e prigioniera nei boschi. Zaira si mette allora a battere sistematicamente i boschi attorno a Touta; in una di queste perlustrazioni fa amicizia con un cane randagio che battezza Fungo e che decide di tenere con sé.
La narratrice riprende poi la storia della bisnonna Zaira Morrione, che complessivamente visse un rapporto felice col marito (benché non fosse stato scelto da lei) che morì a poca distanza di tempo dal figlio, dopodiché arrivò il nipote Pitrucc', che crebbe da sola e che dimostrò le stesse attitudini del padre, sebbene non proseguisse gli studi. Pitrucc' mise incinta una ragazza del paese di nome Antonina e poco dopo annunciò di voler emigrare in Australia, per migliorare la propria condizione economica e per perseguire i suoi sogni di libertà che nell'Italia fascista non potevano concretizzarsi. Siccome Pitrucc' non poteva sostenere anche i costi di un matrimonio, Antonina si rassegnò a sposare Cignalitt', un uomo più vecchio di lei di qualche anno, di brutto aspetto ma ricco, e dopo qualche mese mise alla luce una bambina chiamata Zaira come la nonna.
All'età di diciotto anni Zaira, che nel frattempo era rimasta orfana di madre, s'iscrisse alla facoltà di lettere dell'Università di Firenze. Prima alloggiò in una pensione gestita dall'avarissima signora Buccini, poi da Cesidia, cugina e amante di Cignalitt'. A Firenze fece la conoscenza di Roberto Valdez, studente di pianoforte al conservatorio, e se n'innamorò follemente, rimanendo poi incinta. Roberto la scongiurò di abortire ma Zaira non se la sentì; nacque così una bambina a cui mise nome Angelica. Zaira proseguì gli studi arrivando a conseguire la laurea e iniziò a lavorare come traduttrice. Anni dopo, per un breve periodo divenne l'amante di Vanni, un musicista con una casa a Touta, suscitando la riprovazione di Angelica che adolescente, che frequentava il liceo ad Avezzano e poco dopo si legò sentimentalmente col suo giovane professore Valdo Mitta, un ex sessantottino. Angelica rivelò alla madre che Valdo l'avrebbe sposata, dato che era in dolce attesa, e che una volta Cignalitt' (morto una decina d'anni prima) le aveva messo le mani addosso, con grande sconcerto di Zaira che l'aveva sempre ritenuto un padre e un nonno affettuoso.
Durante le sue ricerche della nipote, Zaira una sera torna a casa dai boschi in preda alla febbre e ha la visione di Colomba e Sal nella cucina della sua casa; quando entra però non li trova. Durante la notte, le sembra che Colomba vada da lei e l'amminisca a non cercarla, ma le rimane il dubbio che ciò sia stato solo un sogno. In questo periodo le sono di conforto le visite dell'amica Maria Menica, ostetrica del paese che le racconta di come è riuscita a far nascere in condizioni disagevoli il figlio di un pastore marocchino, e del cavallaro Cesidio, che le narra la storia, tra realtà e fantasia, di un monaco del X secolo col suo stesso nome, che andò a Roma a implorare la protezione di papa Benedetto VII contro le prevaricazioni dei feudatari locali.
Un giorno, mentre è sempre in cerca nei boschi, un cacciatore di frodo invita minacciosamente Zaira ad andarsene; il suo atteggiamento le sembra più che sospetto, tanto che alcuni giorni dopo trova un cane impiccato vicino alla propria casa, per il qual fatto si rivolge ai carabinieri. Zaira rievoca poi i tempi della vita matrimoniale della figlia con Valdo, che non era insensibile al fascino di altre donne, come la diciottenne Debora oppure Laura, moglie del suo collega Giulio. Valdo instaurò con Laura e Giulio e un rapporto molto stretto nel quale entrò anche Angelica, ma che Colomba visse con disagio, tanto da preferire la compagnia della nonna. La gravidanza di Laura, probabilmente provocata da Valdo, mise fine a quella situazione. I Mitta si trasferirono tutti a Roma, dove Valdo mise a frutto il suo talento di scultore in legno, mentre Angelica, spesso abbandonata a casa per più giorni di seguito, trovò conforto nell'alcool. Angelica morì poi in un incidente stradale e Valdo emigrò in Francia dove si dedicò a tempo pieno all'arte, mentre Colomba andò a vivere con Zaira.
Una mattina d'inverno arriva a Touta Pitrucc' i Pilus', il padre che Zaira non ha mai conosciuto e che avrebbe voluto andare a trovare in Australia, per poter morire nel paese dei suoi avi. Per la donna è una grande sorpresa; accoglie comunque il genitore in casa e gli assegna la camera di Colomba. Vorrebbe coinvolgerlo nelle ricerche, ma il vecchio è malato di cuore e deve rinunciare. In una grotta sulla montagna adibita a rifugio trova le carcasse di alcuni cervi: il fatto la turba ulteriormente (mentre l'autrice ne trae lo spunto per raccontare una fiaba su un cacciatore e un cervo) ma le guardie forestali a cui denuncia il fatto la trattano con sufficienza. Tornata tra i boschi, nota una roulotte che le sembra abitata: appartiene a Sal, che vi tiene Colomba facendola prostituire e stordendola con le droghe. La giovane, sporca e denutrita, inizialmente non vorrebbe tornare con la nonna, ma questa poi la convince a venir via con lei. Zaira chiama Pitrucc' col telefono cellulare perché venga prendere lei e Colomba in automobile; fa poi ricoverare in ospedale la nipote, che rimane per alcuni giorni tra la vita e la morte prima di riprendersi. Pitrucc', Zaira e Colomba possono così ricominciare le loro vite insieme.

## Personaggi
- Mosè Salvato Del Signore (1870-1918)[3]: bisnonno di Zaira Bigoncia, trovato ad Avezzano e cresciuto dalle suore. Diventa poi un pastore.
- Zaira Morrione (1874-1975): bisnonna di Zaira Bigoncia, figlia di un carabiniere siciliano. Vive un'infanzia quasi selvaggia sui monti delle Madonie coi nonni. Seque il padre in Abruzzo e vi sposa Mosè. Diventa poi capo della famiglia quando il marito muore.
- Pietro Del Signore detto Pietr' i pelus'  (1891-1917): figlio dei precedenti e nonno di Zaira Bigoncia.
- Pina detta Liù (1897-1920): prostituta siciliana, amante di Pietr' i Pelus' e nonna di Zaira Bigoncia.
- Amanita Sbarra (1896): figlia del professor Michele Sbarra, micologo di fama internazionale insegnante all'Università di Torino, e fidanzata di Pietr' i Pelus'.
- Pietro Del Signore detto Pitrucc' i pelus' (1918): figlio di Pietr' i pelus' e di Liù, padre di Zaira Bigoncia. Dalle sue letture giovanili matura idee anarchiche e filosocialiste. Spinto da queste, nel secondo dopoguerra si trasferisce per un certo periodo dall'Australia in Unione Sovietica, dove viene arrestato con l'accusa di spionaggio ed è liberato da un gulag per interessamento della Croce Rossa.
- Antonina coniugata Bigoncia (1920-1948): giovane di Touta, amante di Pitrucc' i pelus' da cui ha Zaira Bigoncia.
- Giovannantonio Bigoncia detto Cignalitt' (1909-1969): macellaio di Touta, padre putativo di Zaira.
- Maria Beatrice Zaira Bigoncia detta Za' (1940): figlia di Pitrucc' i pelus' e di Antonina, madre di Angelica e nonna di Colomba, della quale va alla ricerca dopo la sua scomparsa.
- Roberto Valdez (1939): pianista nato in Veneto, padre di Angelica, del quale si è del tutto disinteressato.
- Angelica Bigoncia (1959-1995): figlia di Zaira e Roberto Valdez e madre di Colomba.
- Valdo Mitta (1949): uomo nativo di Mantova, prima professore di latino al liceo di Avezzano, poi scultore a pieno tempo, marito della precedente e padre di Colomba. È un appassionato di funghi.
- Colomba Mitta detta 'Mbina (1980): la ragazza scomparsa, figlia dei precedenti e nipote di Zaira Bigoncia.
- Don Pasqualino: parroco di Touta dal 1938 e per molti anni successivi, dalle idee fortemente egualitarie. Fa cantare Zaira nel coro della chiesa.
- La signora Buccini: prima padrona di casa di Zaira a Firenze, dove gestiva una pensione.
- Cesidia: cugina e amante di Cignalitt', poi sua seconda moglie.
- Vanni: pianista amante di Zaira per un breve periodo, di padre veneto e madre abruzzese.
- Laura e Giulio: coniugi amici di Valdo Mitta.
- Maria Menica detta Saponitt' : levatrice di Touta e amica di Zaira Bigoncia. Deve il suo soprannome alla sua mania per la pulizia.
- Saponitt' : figlio trentenne della precedente, dai lavori saltuari. Raccoglie molti cani randagi.
- Marione: proprietario del locale Rombo di Touta.
- Scarpune: giovane di Touta, cameriere al Rombo, figlio del calzolaio Tiburzio e della calzolaia Elena.
- Sal: amante e sfruttatore di Colomba, dai capelli tinti e a cresta, probabilmente originario della costa abruzzese.
- Fungo: cane randagio incontrato nei boschi da Zaira Bigoncia, che lo tiene con sé.

## Stile
La donna dai capelli corti, nei quali è chiaramente ravvisabile l'autrice Dacia Maraini, funge da narratrice di primo grado, mentre sua madre costituisce la narratrice di secondo grado: si tratta chiaramente di un artificio letterario, in quanto nella finzione questa seconda narrazione è immaginata dall'autrice come avvenuta nella sua infanzia, quando parte degli eventi raccontati non erano ancora accaduti, e la madre cambia spesso aspetto ed età come in un sogno. Un riferimento alla vita come sogno è in effetti dato dal fatto che Zaira sta traducendo per lavoro il dramma La vita è sogno di Calderón de la Barca.
Il lessico utilizzato dall'autrice fa largo uso di termini tratti dal dialetto abruzzese, soprattutto nei dialoghi e, nelle parti dedicate al personaggio di Zaira Morrione, anche della lingua siciliana.

## Edizioni
- Dacia Maraini, Colomba, collana La Scala, Milano, Rizzoli, 2004, ISBN 88-17-00440-5.
- Dacia Maraini, Colomba, collana Libri Oro, Rizzoli, 2005. Ospitato su archive.org.
- Dacia Maraini, Colomba, collana BUR. Scrittori contemporanei, Milano, Rizzoli, 2007, ISBN 978-88-17-01676-6.